# 장건상
장건상(張建相, 1882년 12월 19일 ~ 1974년 5월 14일)은 대한제국의 정치인, 독립운동가, 통일운동가이다. 본관은 인동. 아명(兒名)은 장명상(張明相), 자(字)는 찬성(贊成), 아호(雅號)는 소해(宵海)이다.

## 생애
조선 경상도 칠곡 출신으로 일본과 미국 유학 후 1916년 신규식의 요청으로 상하이에 건너가 동제사에 참여한 뒤 상하이 임시정부 발족에 참여하여 외무부 차장을 지냈다. 그러나 뒤에 임정을 탈퇴, 1920년 말 베이징으로 건너가 국민대표자대회, 고려공산당 등에 참여하고, 임정의 노선에 비판적인 인사들과 함께 군사통일회의를 조직했다.
1922년 1월 소련 모스크바에서 열린 극동피압박민족대회에 참석하고 돌아와 12월 고려공산당 성립을 위한 꼬르뷰로 임원에 피선되었다. 1923년 베이징으로 돌아와 김성숙 등과 함께 창일당(創一黨)을 조직였다. 이후 잡지 《혁명》 지의 발간과 편집원으로 활동하다 1926년 10월 한국유일독립당촉성회 집행위원이 되었다.
1937년 상하이에서 영사관 경찰에 체포된 뒤 송환, 일제로부터 김원봉을 유인할 목적으로 중국에 파견되었다가 탈출하여 중국으로 건너갔다가 민족혁명당에 가담했고 1940년 임시정부에 재 입각, 임정 국무위원, 학무부장 등을 역임하였다. 해방 후 1946년 임정을 탈퇴, 근로인민당 부위원장과 민족주의 민주전선 등에서 활동하다가 1947년 여운형이 죽자 근로인민당을 이끌었으며 1948년 남북협상에 참여하였다. 남북협상 기간 중 조선민주주의인민공화국 측의 일방적 협상결정에 반발하여 감금당했다가 홍명희·김두봉 등과의 인연으로 풀려났다.
남북협상의 실패 이후 단독정부에는 불참하였으나, 반대하지는 않았다. 1948년 7월 대한민국 정부 조각 이후 대통령 이승만(李承晩)으로부터 내각 입각 제의를 받았으나 거절하고, 이후 야당 정치인으로 활동했다. 그러나 대한민국 정부 수립의 불가피성을 인정하고 정치인으로 활동하였으나, 한민당 계열로부터 번번히 사상논쟁 시비에 휘말렸다. 한국민주당원을 극도로 미워했던 그는 한때 원내 자유당에 입당하기도 했다. 1954년 호헌동지회에는 참여했으나 민주당 창당에는 불참했다.
1957년 11월 박정호 사건에 연루/수감되었으나 무죄로 석방되었고, 1958년 진보당 사건에 연루/입건 되었다 풀려났으며, 1961년 5·16 군사 정변 이후 사상범으로 투옥되기도 했으나, 박정희의 특별 배려로 석방되었다. 사후 1986년 건국공로훈장 대통령장이 추서되었다.
아명은 장명상(張明相), 자(字)는 찬성(贊成), 아호는 소해(宵海), 본관은 인동(仁同).으로, 경상북도(칠곡) 출신이다.

## 학력
- 일본 와세다 대학교 정치경제학과 중퇴
- 미국 인디애나 주립 발프레이조 대학교 법학과 학사
- 대한민국 국방대학교 행정학사 1기(1956년)

## 생애

### 생애 초기

#### 출생과 소년기
1882년 12월 19일 경상북도 칠곡군에서 지주였던 인동 장씨 참봉 장운원(張雲遠)과 모친 이윤영(李閏泳)의 4남 2녀 중 넷째 아들로 태어났다. 처음 이름은 장명상(張明相)이고 호는 소해이다. 아버지 장운원은 칠곡군 일대의 대규모의 토지를 소유한 대지주였다. 1883년 집안이 부산으로 이주하면서 그도 부산 좌천동(佐川洞) 311번지로 이사하고 좌천재(佐川齋)라는 서당에서 한문을 익혔다. 이때 본적지도 부산시 좌천동 311번지로 옮겼다. 얼마후에는 신학문을 도입하여 운영하고 있던 서당 육영재(育英齋)로 공부하면서 신학문에도 관심을 가지게 되었다.
1903년 서울에서 황성신문 사장 있던 장지연(張志淵)의 주선으로 관립한성영어학교에 입학하여 1년간 수학하였다. 한편 한성에서 그는 연동교회 담임목사인 게일 (James Gale, 한국명 奇一)을 만났고 그로부터 영어를 배우게 되었다. 1888년 한국에 건너와 활발하게 선교활동을 벌이고 있던 선교사 게일과의 이같은 인연은 후일 그가 미국 유학을 가게 되는데 결정적인 도움을 주었다.

#### 학창시절
러일전쟁 직후 일본에 건너가 1905년 일본 와세다 대학교 정치경제학과에 입학하였다.
와세다 대학 정치경제학과에서 수학하다가 일본 당국의 민족차별정책에 반발하여 1년만에 일본 와세다 대학교 법학과를 자퇴하였다. 그는 일본에 망명해 있던 박영효(朴泳孝)를 찾아갔고, 그의 주선으로 주일본미국 공사관 무관 이스트레이크의 집에서 숙식하며 류동렬(柳東說) 등 유학생 50명과 함께 기초적인 군사훈련을 받게 되었다. 그러나 학생 수가 약 100명으로 늘어나고 체제가 정비되어가는 것을 지켜보던 일본 당국은 압력을 가해 이 학교를 폐교시켰다. 선생은 이 사건을 계기로 적국에서의 유학의 한계를 통감하고 1907년 귀국하였다. 1908년 선교사 게일의 도움으로 200원의 여비와 게일 선교사의 미국대학 추천장만 지니고 출국했다. 이후 그는 연해주, 시베리아, 유럽 등을 돌아다녔다. 당시는 한국의 외교권이 박탈된 상태이므로 통감부의 주선을 통한 정상적인 출국은 전혀 기대할 수 없었고, 그는 연해주와 시베리아, 유럽을 거쳐서 미국에 도착하였다.
1908년 3월 청진(淸津)에서 상선을 타고 블라디보스토크로 건너가 그곳에서 한인 거류민단장 정순만(鄭純萬), 유학자이자 항일의병장이었던 류인석(柳麟錫) 등을 만나고 페테스부르크를 거쳐 모스크바에 도착했다. 모스크바에서 그는 이범진(李範晋), 이위종(李韋鍾) 부자를 만났다. 그 후 독일, 프랑스, 영국을 거쳐 마침내 6월 미국 뉴욕에 도착하였다. 그러나 미국에 도착한 후, 여권을 소지하지 못했기 때문에 미국 이민관리국 유치장에 수감되었다. 그러나 헤이그 평화회의에 참석하고 귀국하는 도중 잠시 미국 뉴욕에 도착한 이상설(李相卨)의 신원보증으로 특별히 석방되었다.
그는 즉시 미국의 중부지역인 인디애나주로 가서 게일 목사의 추천장에 힘입어 기독교계통의 학교인 인디애나주 발프레이조(Valparaiso) 대학교 법학과에 입학하였다. 1912년 졸업 후 미국에서 흥사단(興士團)을 조직하고 활동하고 있던 안창호(安昌浩)는 여러번 그를 찾아와 활동하자는 제의를 하였다. 그러나 중국으로 건너갈 결심을 한 그는 안창호의 제의를 거절하였다. 중국 상해로 건너가 동제사에 가담하여 독립운동에 첫발을 디뎠다.

### 독립운동

#### 대한민국 임시정부 참여

##### 유학과 임시정부 수립 참여
1916년 미국 인디애나 주립대학교 법과를 졸업했다. 1916년 상해(上海)의 신규식(申圭植)으로부터 함께 일할 것을 희망한다는 연락을 받고, 귀국하지 않고 중국으로 건너가 상하이의 동제사(同濟社)에 가입하였다. 이후 박달학원(博達學院)을 설립하는데 참여하여 교육을 지원하였고, 동제사를 확대 개편시킨 신아동제사(新亞同濟社)를 결성하는데 참여하였다. 동제사의 회원으로서 1917년 만주(滿洲) 안동현(安東縣)에 파견되어 영국상선(이륭양행 소속) 안동지사장 죠지 쇼우(George L. Show)와 친교를 맺으면서 국내로부터 오는 망명객의 길 안내역을 수행했다. 이때 길 안내를 해준 인물 가운데는 이후 독립운동에서 거목이 되는 김두봉(金枓奉), 김원봉(金元鳳) 등이 포함되어 있었다. 김원봉과는 오랫동안 친분관계를 쌓으면서 의열단과 민족혁명당 창설에 도움을 주기도 했다.
독립운동가들의 망명길 안내로 동분서주하다가 1919년 3월 3·1 운동에 참여하였으며 3.1운동 직후 중국으로 출국하였다. 이후 김두봉을 만나 그와 함께 영국선박을 이용하여 상해로 갔다. 대한민국 임시정부(大韓民國臨時政府) 수립을 위한 지원단체인 한인거류민단의 국민대회 준비위원에 선출, 김규식(金奎植), 여운형, 이시영(李始榮) 등과 함께 임시정부를 수립하기 위한 준비작업에 착수하였다. 1919년 4월 대한민국 임시정부가 설립되자 임정 외무부(外務部) 외무위원으로 선출되었고 다. 외무부 총장으로 선출된 김규식은 파리강화회의 참석차 공석중이었으므로 선생은 외무부 차장 여운형을 도와 임정의 외교활동을 수행했으며 여운형의 후임으로 임정 외무부 차장에 선임되었다. 1919년 7월 1일 회원 170여 명과 함께 대한적십자회(大韓赤十字會)를 부활시키고, 이광수(李光洙) 등과 함께 대한적십자사 상의원(常議員)으로 선임되어 활동하였다.
1920년 겨울 무렵 평소 무장투쟁노선을 지향하여 일제의 의해 무단파(武斷派) 내지 과격파(過激派)로 불리던 선생도 임정의 활동에 회의를 느끼고 임정을 탈퇴, 상하이를 떠나 베이징으로 가서 의열단 및 고려공산당(高麗共産黨), 국민대표회의(國民代表會議) 활동에 참여하였다.

##### 임정 탈퇴와 국민대표자 대회
1921년 소련 이루크츠크에서 고려공산당(高麗共山黨)에 가입 활동하였다. 1922년 극동인민대표자대회에 여운형·김규식이 파견되었을 때 한국대표단의 한 사람으로 참석하였다. 그는 의열단의 제1차 암살파괴계획 당시 이륭양행 안동지사장 쇼오에게 의뢰하여 거사용 폭탄이 국내로 들어갈 수 있도록 연락, 주선하였다. 1922년 3월 의열단의 일본 육군대장 다나카(田中義一) 사살 기도 사건에 대해 임시정부가 그 사건이 임시정부와 하등 관계가 없으므로 그들의 행동에 절대 책임을 질 수 없다는 공식성명을 발표하자 의열단은 임정과의 관계를 철회하고 대신 고려공산당과의 제휴를 통해 자금을 지원받고자 하였다. 이때 그는 임시정부와의 관계를 끊고, 고려공산당과 의열단 사이를 오가며 고려공산당과 의열단이 합작하는데 중재, 협상 역할을 수행하였다.
러시아 볼세비키당 산하의 이르크츠크 공산당 한인지부 간부인 조훈(趙勳)의 권유로 1921년 5월 이르크츠크에서 열린 고려공산당 창립대회에 참석하였다. 여기서 선생은 동당의 중앙위원 겸 7인 정치부의 한 사람으로 선출되고 모스크바에서 개최된 공산당회의에 왕삼덕(王三德), 안병찬(安秉瓚) 등과 함께 한국인 대표단의 한사람로 참석하여 모스크바로 건너갔다. 모스크바에서 소련공산당 레닌을 면담하고 독립운동 지원자금 지원을 약속받았다. 21년 9월에 이르크츠크 재로한인공산자대회(在露韓人共産者大會)에 참가하였으며, 그곳에서 보리스 슈미야츠키를 만났고, 이르크츠크회의에서 의장단으로 사회를 맡았다.

##### 고려공산당 활동과 사회주의 운동
1922년에는 북경에서 의사개업을 했던 한진산(韓震山)과 손잡고 이르크츠크파 고려공산당의 대외업무를 수행하였다. 같은해 1월 22일에는 모스크바에서 열리는 극동피압박인민대회(極東被壓迫人民大會)의 참가대표 52인 중 1인으로 선발되어 참석하였다. 같은해 12월에는 꼬르뷰로의 임원에 피선되었다. 그러나 다시 블라디보스톡으로 가지 않음으로써 고려공산당에는 더 이상 직접 관여하지 않았다. 1922년 이승만·정한경이 미국정부에 대해 우리나라를 위임통치해 달라는 청원서를 제출한 것이 알려지자 이를 동지와 같이 크게 성토하였다. 1923년 1월부터 6월까지 상해에서 각지의 독립운동단체 대표 140여 명이 모여 독립운동사상 최대 규모의 회의였던 국민대표회의가 개최되자 상하이에 도착, 서부 시베리아대표의 자격으로 국민대표자대회에 참석하였다.
22년 6월 베이징에서 상하이 임시정부를 불신임하던 일부 무단파 및 김규식, 원세훈(元世勳), 신숙 등 창조파 세력이 모여 국호를 '한'(韓)으로 하는 ‘국민위원회(國民委員會)’라는 독자적인 정부를 조직하는데 참여, 그는 외무총장으로 선임되었다. 이 정부는 상하이 임시정부의 경고와는 별개로 소련의 후원을 기대하면서 같은해 8월 블라디보스톡으로 갔으나 레닌의 사망, 일로협상(日露協商)으로 한국독립운동을 적극적으로 지원할 처지가 못되었던 소련정부의 추방조치로 저절로 와해되었다.
1923년 겨울부터 선생은 북경에서 김성숙(金星淑), 장지락(張志樂) 등과 함께 창일당(創一黨) 창당에 가담하고 잡지 《혁명》(革命)을 간행하였다. 잡지 《혁명》은 격월로 발간되었고 1926년까지 3년간 계속되었다. 1926년부터 민족유일당 운동에 가담, 1926년 10월 한국유일독립당촉성회 집행위원이 되었다.

#### 언론, 교육 활동과 의열단 입단
1926년 중국 독립기념일인 쌍십절(雙十節) 기념행사에 베이징대학의 초청으로 강사로 초빙되었다. 그러나 강연내용이 문제가 되어 “중국 인민을 선동하여 국권을 혼란시켰다”는 이유로 중국 경찰에게 체포되었다. 그러나 반일 성향이었던 중국 언론의 변호로 일본 경찰에 넘겨지지 않고 중국정부 재판에서 2년형을 선고받고 수감되었다가, 1927년 가을에 출옥하였다.

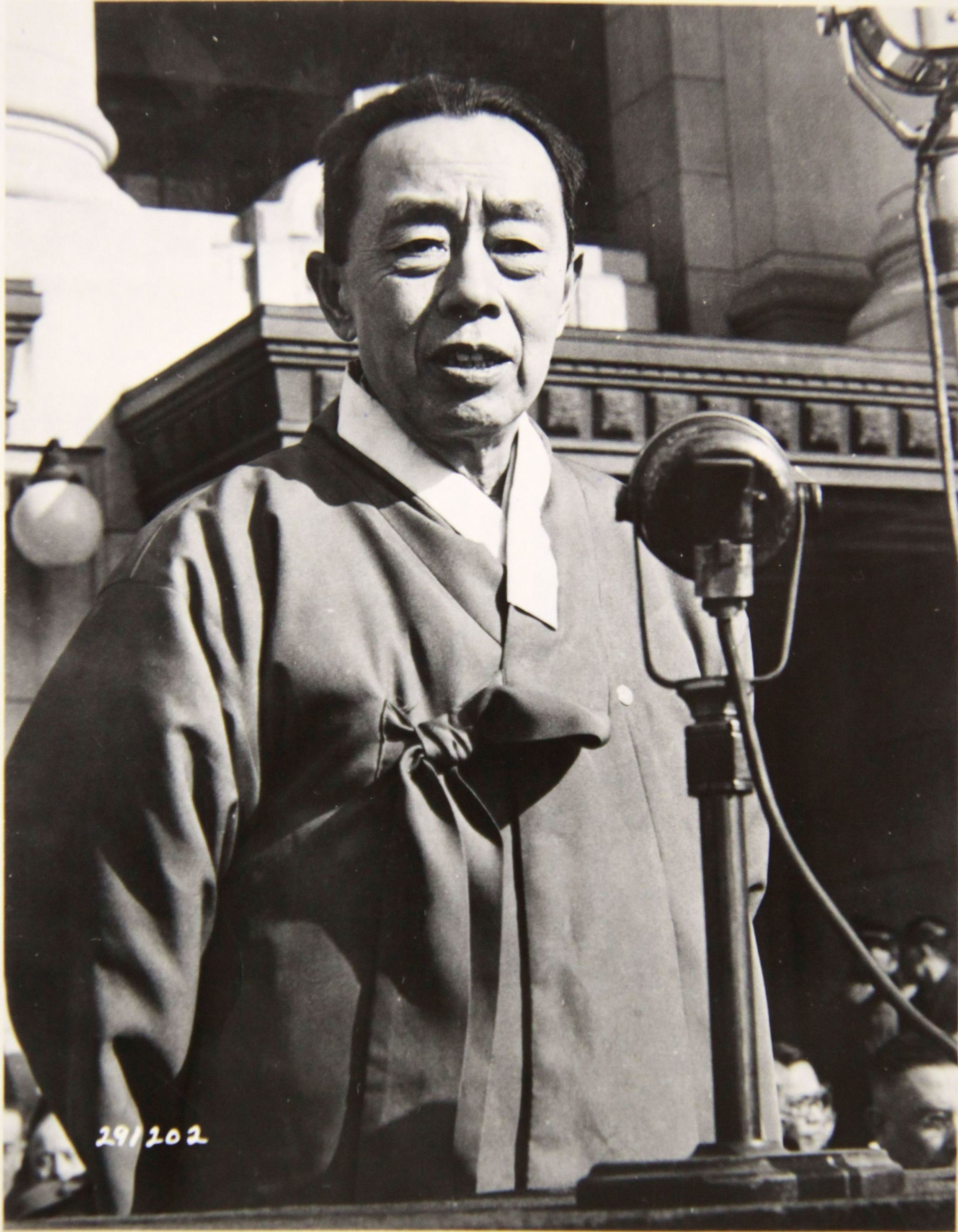
김규식, 조선민족혁명당의 당수였다.

1927년 10월 28일 민족유일당 운동에 따라 한국유일독립당촉성회(韓國唯一獨立黨促成會)가 창립될 때 참여하였다. 유일독립당촉성회는 임정 대표와 좌파 대표를 선발했고 그는 좌파 대표로 참석하였는데, 유일당촉성회는 각지에 집행위원들을 파견하였다. 이때 그는 촉성회의 7인 집행위원 중 1인으로 선임되었으며 대표 조성환(曺成煥)의 요청으로 중국 남부지방에 파견되어 유일당결성의 필요성을 호소하였다. 그러나 유일당운동은 중국의 국공합작이 붕괴되고, 또 좌우파 세력들간의 견해 차이가 노정되면서 좌절되었다.
이후 김성숙(金星淑) 등과 항일 잡지인 ≪혁명≫지 발행에 참여하였다. 3년간 ≪혁명≫지 발행에 활동하던 중, 일제의 사주를 받은 중국 경찰에 붙잡혔다가 북경신문의 변호로 석방되었다. 상해에서 의열단(義烈團)에 가담하여 의열단 고문으로 활동, 김창숙(金昌淑)과 독립운동 자금관계를 의논한 뒤 상해(上海)로 돌아와 김원봉(金元鳳)과 만나 폭탄을 만들어 국내에 반입하는 일을 지휘했다. 일본인 살상 폭탄제조를 지휘하였으며, 국내로 폭탄을 보급, 들여보내는 과정에서 일본 밀정의 추적을 받는다.
1930년 일시적으로 베이징 화북대학(華北大學) 영어교수로 근무했다. 1935년 7월 난징에서 김규식·김원봉 등과 함께 조선민족혁명당 창당에 참여하여 당원으로 가담하였다.

#### 일제 강점기 후반

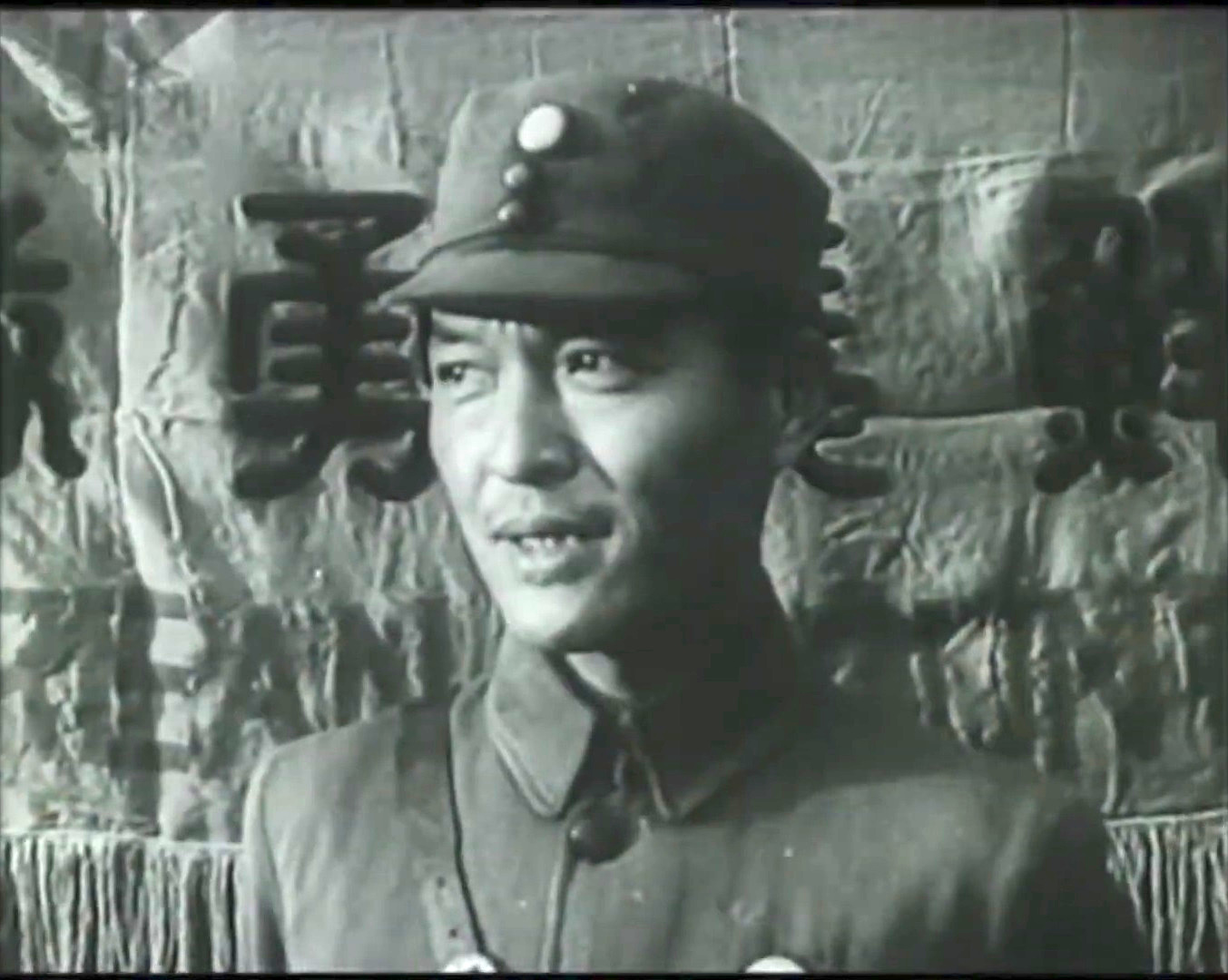
약산 김원봉

##### 탈출과 민족혁명당 입당

조선의용군

1937년 4월 17일 그는 상해에서 민족혁명당원으로 활동하던 중 일본영사관 형사에게 피체되어 일본영사관에 6개월간 감금되었다. 일제에 체포되어 상해주재 일본영사관에서 모진 고문을 받았으나 끝내 굴복하지 않아 국내로 압송되었다. 그 후 결국 국내로 압송되어 1년 동안 국내 각 경찰서로 끌려다니며 모진 고문을 받았다. 부산형무소 수감 중 증거가 없어 무혐의로 기소유예 처분을 받고 풀려났다. 일제가 더 이상 기소할 법적 근거를 찾지 못하자 선생은 증거불충분으로 기소유예 석방되어 가택연금 상태에서 휴양하면서 국외로 탈출할 기회를 기다렸다.
장건상을 감시하고 있던 형사가 김원봉을 체포하기 위해 도움을 요청하자 장건상은 수락하는 척 하며 그 기회를 역이용하여 1942년 국내를 탈출하여 중국에서 일본 경찰을 따돌린 뒤 김원봉에게 일제가 자신을 이용해 체포하려 한다는 것을 연락한 뒤, 만주, 상해, 홍콩을 경유하여 쓰촨성 중경(重慶)에 도착할 수 있었다. 이 기간 중 그는 김원봉과 교신했고 김원봉은 사람을 보내 그의 중경까지 인도했다.
이후 그는 김원봉, 김규식 등과 함께 민족유일당 운동에 참여하였다. 1939년부터는 임정 입각 문제를 놓고 민혁당 내에서도 찬성파와 반대파 간 갈등이 벌어졌다. 당수인 김규식은 묵묵부답이었고, 민족혁명당이 임정에 입각하는 문제를 놓고 갈등할 때, 그는 김성숙 등과 함께 임정 입각을 지지하는 입장을 취하였다.

##### 임시정부에 재입각

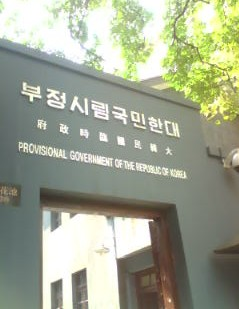
충칭 임시정부 청사.

1941년 임시정부 임시 의정원 의원에 선출되었고, 임시정부 외교연구위원이 되었다. 1942년 10월 임시정부에 입각하여 제35차 임정 국무회의에서 외교연구위원, 국무위원으로 선출되었다. 1943년 4월 대한민국 임시정부 국무위원 겸 학무부장(學務部長)에 선임되었다.
1943년 8월 인도 주둔 영국군과의 군사합작으로 한국광복군(韓國光復軍) 인면전구공작대(印緬戰區工作隊)가 파견되어 대적활동에서 눈부신 성과를 거두었다. 이어 같은해 10월 30일 조선민족혁명당에서 인도에 공작대원을 추가로 파견하기 위하여 중국국민당, 중국 당국에 여권을 신청할 때 그도 여권신청을 하였으나, 중국국민당(中國國民黨)의 불허로 성사되지 못하였다. 다른 젊은 당원들과 함께 열악한 조건하의 인도·버마전선으로 가서 항일전에 참전할 계획으로 여권 신청을 했고, 추가 파견 명단에 포함되어 있었다. 1944년 4월 임시의정원 의원으로 선출됐다. 1944년 4월 임정 국무위원의 한 사람에 재선되었다.
1944년 4월 제36회 임시의정원(臨時議政院) 회의에서 제4차 개헌이 단행되어 약 20명의 국무위원들이 선출되었는데, 이때 그는 민족혁명당 소속으로 국무위원 겸 무임소장관에 선임되었다. 
우리들은 각 혁명단체, 각 무장대오, 전체 전사 급 국내외 동포로 더불어 전민족적 통일전선을 더욱 공고 확대하면서 일본제국주의자에 대한 전면적 무장투쟁을 적극 전개하기 위하여 최대의 노력을 경주한다. 전체 전사, 전체 동포 제군! 일체의 준비와 행동은 다 이 반일투쟁의 조직 발동을 중심으로 하기 바란다.

-1944년 임정 국무위원 취임사에서

이후 중국 관내 무정부주의자와 온건파 사회주의자들과 만나 이들을 상대로 임정에 참여해줄 것을 설득하기도 했다.

#### 광복 직전

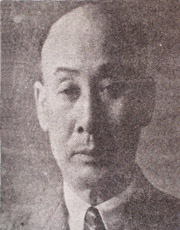
광복 직전 무렵의 장건상

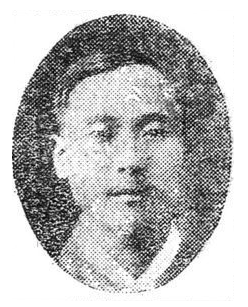
조선독립동맹의 수령 김두봉

1945년 4월 그는 임시정부 각주 김구(金九)의 밀명을 받고 화북 지역에 주둔중인 조선독립동맹(朝鮮獨立同盟)과의 합동전선 구축을 위한 대표자로 선출되어 조선독립동맹이 주둔하던 연안(延安)에 파견되었다.
중경을 출발하여 광복군 제2지대 본부가 있던 서안(西安)까지 기차로 가 그곳의 광복군 제2지대장 이범석(李範奭)을 만나 연안까지 갈 길을 의논하였다. 서안을 출발하여 도보로 3일만에 연안에 도착했다.
경남 동래군 출신으로 전부터 알고 지내던 독립동맹 위원장 김두봉, 동맹 지도자 무정, 최창익 등과 면담, 김두봉 등에게 모든 해외의 독립운동세력이 대표자를 선정, 중경에 모여 연합전선 구축에 관해 협의할 것을 제의했다. 김두봉도 이에 찬성, 중경으로 떠날 것을 약속하는 등 조선독립동맹측 요인들과 좌우합작에 대한 합의점을 도출하게 되었다. 그러나 면담 과정에서 같은 결론에 도출한 것만 확인하고 뚜렷한 성과를 거두지는 못했다. 그러나 장건상의 방문 이후 조선독립동맹은 임시정부의 종주권을 일부 인정하는 태도를 보여, 각 행사시에 스탈린, 마오쩌둥, 저우언라이 외에 김구의 초상화를 걸고 행사를 진행하였다.
1945년 8월 15일 히로시마 원폭 투척이후, 일제의 무조건항복으로 화북의 연안에서 뉴스로 접하였다. 조선독립동맹은 그에게 바로 만주를 거쳐 환국하자고 제의하였으나 그는 독립동맹 측의 제의를 뿌리치고 다시 중경 임정으로 돌아왔다.

### 광복과 귀국

#### 미군정기의 정치활동

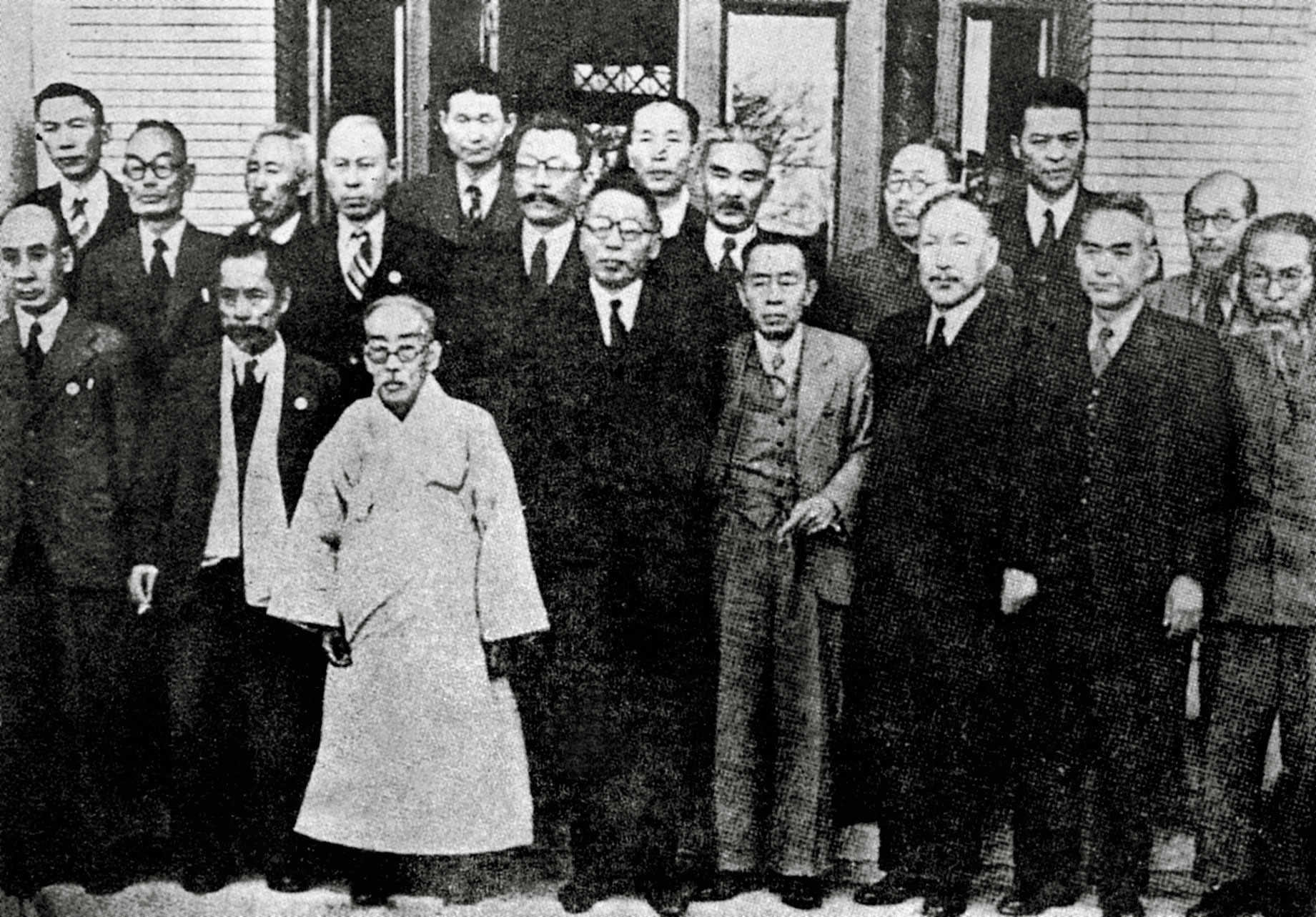
1945년 12월 3일. 임시정부요인 귀국기념 사진.
첫 번째 줄 왼쪽 끝에 서 있는 이가 장건상

해방후 장건상은 야당 정치인으로 활동하였다. 광복이 되자 귀국순서를 결정할 때 1945년 12월 3일 임시정부 환국 제2진의 한 사람으로 귀국하여 전북 군산비행장에 도착했다. 환국후 장건상은 가장 먼저 여운형(呂運亨)을 찾아갔고 이어 박헌영을 방문하였다. 이후 여운형의 노선을 지지하고 그가 조직한 조선인민당(朝鮮人民黨) 부당수를 역임하였다. 미군정에서는 그에게 입각제의를 하였으나 그는 미군정의 입각 제의를 거절했다.

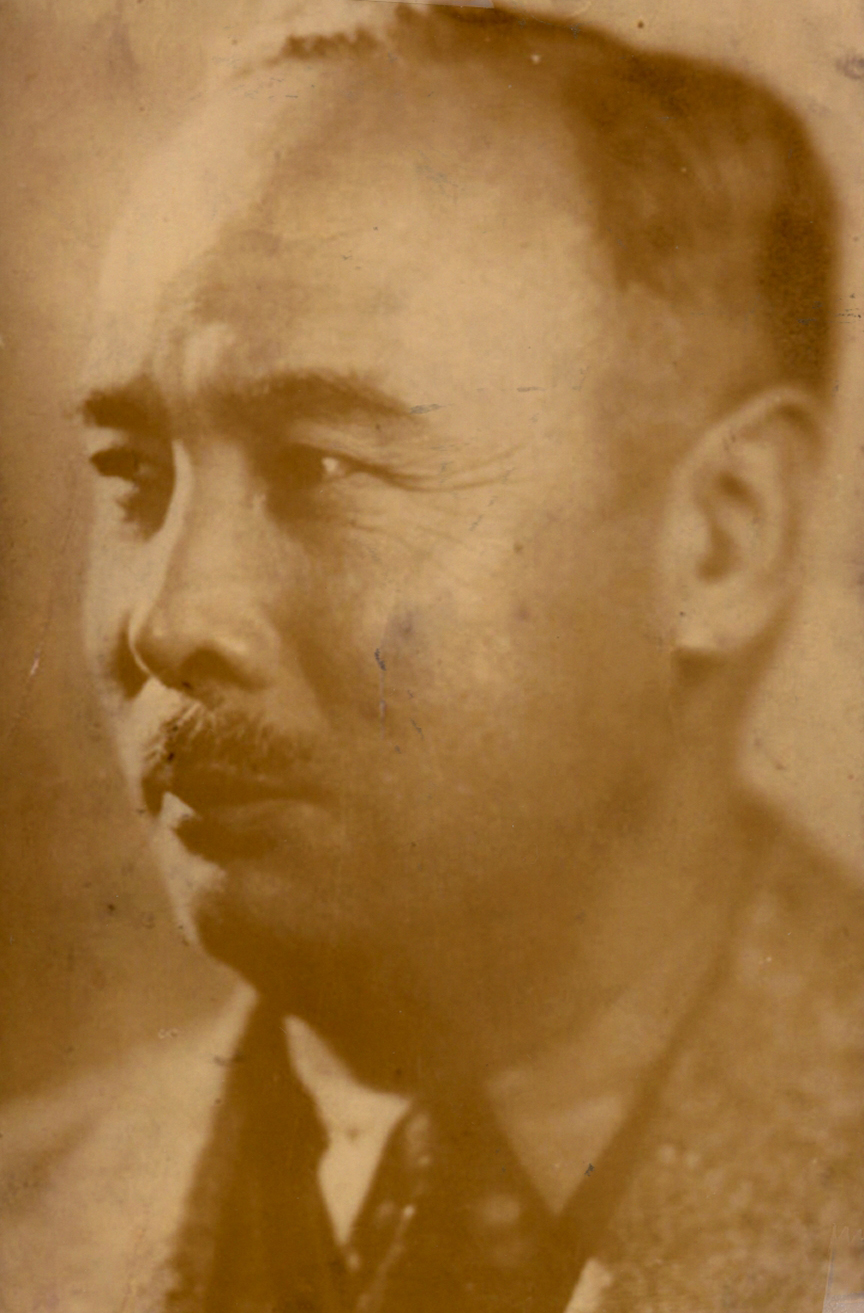
1947년 초의 여운형

1946년 2월 김구, 이승만 등이 주도한 비상정치회의주비회에 참여하였으나 우경화되자 2월 14일 김성숙, 김원봉, 성주식(成周寔) 등과 함께 임정 국무위원직을 사퇴하였다. 2월 15일 민족주의민주전선에 가담하였다.
임정을 떠난 장건상은 1946년 2월 15일 민족주의민족전선에 참여하였다. 민족주의민주전선 활동에 열정적으로 활동하였으며, 민족주의 민주전선의 전국 순회강연단의 일원으로 자청하여 경상남도, 경상북도, 충청남도, 충청북도, 전라남도, 전라북도 일원을 순회하면서 강연활동을 하였다. 한편 장건상은 온건 노선을 취하여, 해방 정국의 좌파 정치인 중 테러나 폭력에 시달리지 않는 몇안되는 정치인이기도 했다.
1946년 8월초부터 조선인민당, 남조선신민당, 조선공산당의 3당이 통합하여 남조선로동당(南朝鮮勞動黨)을 결성하자 그는 남로당에 가담했다가 뒤에 여운형 등을 따라 남로당을 탈당, 여운형을 중심으로 사회노동당(社會勞動黨)이 창당되자 입당하고, 사회노동당의 중앙위원으로 선출되었다. 그러나 남로당의 와해공작으로 사회노동당도 해체되었다. 그는 다시 여운형을 따라 1947년 5월 24일 근로인민당에 입당하였다.
5월 24일 여운형이 주도한 조선인민당 부위원장으로 선출되었다. 1947년 7월 여운형이 서울에서 암살된 이후 그는 근로인민당을 이끌었으며 1948년 4월의 남북협상에 참가하였다. 한편 그는 김구와 김규식을 찾아 만일의 사태를 대비해 북행길은 자제할 것을 촉구하기도 했으나, 김구와 김규식은 자의반 타의반으로 방북하게 되었다.

#### 남북 협상 참여
1948년 2월 북한 측에서 전조선 제정당 사회단체 연석회의를 제의하자 좌우합작파와 좌파를 중심으로 합작 참여론이 대두되었다. 그는 남북협상에 참여하겠다고 선언했다. 그러나 삼청장을 찾아가 김규식에게는 북행하지 말라고 권고하였다. 온건파와 중도파의 리더인 김규식마저 북한에 올라갔다가 협상이 실패하기라도 한다면 큰 타격을 받을 것이라며 올라가지 말라고 만류했던 것이다.
송남헌에 의하면 장건상과 원세훈 등은 우사 김규식이 남북협상에 참가할때, 김규식의 직접 참여가 장차 정치계에 미칠 영향을 고려하여 김규식의 북행을 만류했다고 한다. 그러나 김규식은 그들과 함께 북행하게 되었다. 1948년 4월 도보로 3.8선을 넘어 입북, 평양의 남북지도자연석회의에 참가하였다. 평양에 도착했을 때 김규식이 나타난 것을 보고 그는 놀랐다고 한다.
남북 협상 중 조선민주주의인민공화국 측에서 일방적으로 회의 의사를 진행하자 그는 반발하였고, 민주적인 의사 결정에 따르자는 박헌영에게 그 민주적인 의사가 뭐냐며 항의하였다.
우리 겨레는 공산주의를 갖고는 살 수 없다. 우리가 근로인민당 운동을 하는 것은 공산사회를 만들려는 것이 아니라 평등의 이념으로 평화롭게 살려는 데 있다.

남북협상 중 '우리 겨레는 공산주의를 갖고는 살 수 없다. 우리가 근로인민당 운동을 하는 것은 공산사회를 만들려는 것이 아니라 평등의 이념으로 평화롭게 살려는 데 있다'는 발언을 한 것이 문제가 되어 한동안 북한으로부터 연금되기도 하였다. 장건상은 김구, 김규식이 떠난 지 보름 뒤에 서울로 돌아올 수 있었다. 이도 그와 친분이 있던 북로당 위원장 홍명희·김두봉 덕택이었다고 한다.
한편 남북협상에 참여했던 정치인들의 남한 단독정부 수립 반대와 불참가론에서 한발짝 후퇴, 정부수립에는 불참가하나 불반대한다로 노선을 변경하였다.

#### 단독 정부 승인
홍명희가 월남하지 않아 근로인민당을 떠맡게 되었다. 이후 그는 5.10 총선거에 참가하지는 않으나 반대하지는 않는다고 선언하였다. 그러나 근로인민당의 당세는 약화되었고 1949년 결국 정당등록취소 처분을 받게 되었다.

### 정치 활동

#### 정부 수립 이후
1948년 중화민국 국적을 포기하고 대한민국 국적을 취득하였다. 1948년 7월 대한민국 정부수립후 이승만의 초대내각 구성때 초대 대통령 이승만으로부터 입각 제의를 요청받았으나 남한만의 단독정부 수립으로 세운 정부는 남북분단의 우려가 있다고 하며 입각요청을 거절하였다. 장택상은 그의 그간의 노고를 말하며 입각을 여러번 제의했으나 그는 의리상 그럴수 없다며 거절하였다. 1950년 5월 10일 제2대 국회의원 총선거(부산 을구)에 출마하여 당선되었다. 선거 기간 중 공산당원으로 몰려 경찰서 유치장에 수감된 상태에서 전국 제2위 득표자로 (득표수: 26,720표) 당선되었다.
2대 민의원 선거에서 임시의장으로 사회를 주관하였다가, 빨갱이 라는 비판과 친일파 라는 비판을 양쪽으로부터 들어야 했다. 일부 의원들은 빨갱이에게 사회를 맡길 수 없다며 강하게 비판하였고, 장건상은 국회의 평화를 위해 스스로 의장직을 사퇴하였다. 곽상훈과 서범석으로부터 심한 비판을 받았는데, 장건상은 같은 경상도 출신인데도 자신에게 심하게 굴었다고 회고하였다. 서범석은 그를 '왜놈의 스파이'라며 질타하였다. 중국에서 잡혀 있다가 부산에 와 있다가 다시 중국으로 건너가기 위해 일본 경찰과 교섭하였는데, 그 중 한 경찰관으로부터 김원봉을 홍콩으로 유인해 달라는 부탁을 받았다. 그 경찰관은 서범석의 일족이었다.
부산에서 무소속으로 출마 경찰의 갖은 방해에도 전국에서 네 번째로 많은 득표로 대한민국 최초로 옥중 당선자가 되었다. 1950년 6월 25일 전쟁이 터지자 90여 일간 은신하여 북한 인민군에 피납되는 것을 모면하였다. 북한 인민군을 피해 남하하였으나 동료 의원들로부터는 공산주의자, 빨갱이라는 모욕적인 말을 듣기도 했다. 곽상훈 등은 그를 드러내놓고 기피하기도 하였다.
그 뒤 장건상은 1951년 원내 자유당이 창당되자, 원내 자유당에 가담하여 활동하였다. 1952년 각파 연합에서 의원내각제 개헌을 추진할 때 김동성, 오위영 등 다른 원내자유당원 48명, 민국당의 신익희, 소선규, 지청천 등 39명, 민우회의 윤길중, 권중돈, 김의준 등 21명, 무소속의 곽상훈, 박순천, 서민호 등 15명과 함께 내각제 개헌에 찬성표를 던졌다.

#### 진보정당 건설

조봉암, 장건상은 그의 신당 창당 운동에 동참하였으나 실패를 예상하고 탈퇴한다.

원내 진출 이후에도 한민당 출신 의원들로부터 노골적으로 빨갱이, 빨갱이 동조자 라는 비판과 모욕을 당하던 그는 한민당계열을 심히 미워하였다. 그러나 예외로 장택상과 윤치영 등 이승만의 측근들과는 만나기도 하고, 연락을 주고받기도 한다.
1954년 원내 자유당을 탈당하였고 호헌동지회에 가담하였다. 호헌동지회에 가담하였으나 조봉암이 구 한민당 계열로부터 배척당하면서 민주당 조직에 가담하지 않고 독자적인 진보정당 건설 운동에 참여하였다. 1956년 조봉암 등과 진보당결성추진위원회 조직책으로 활동하였다. 그러나 조봉암의 단독 정부 수립 참여를 부정적으로 평가하던 그는 조봉암과 이견이 생겨 진보당에는 참여하지 않았다. 그러나 그는 정권의 감시와 탄압을 받게 되었다.

### 만년
1957년 11월 박정호 사건에 연루되어 수감되었으나 무죄로 석방되었다. 1958년 진보당 사건에 연루되어 입건되었으나 혐의가 없어 풀려났다.
1960년 4·19 혁명으로 이승만정권이 무너지자 김창숙·조경한(趙擎韓)·정화암(鄭華岩)·김학규(金學奎)·권오돈(權五惇) 등이 혁신동지총연맹을 창당할 때 참가하였다.
1961년 1월 8일 혁신당 위원장에 취임하였다. 5월 16일 5.16 군사쿠테타 당시 '특수범죄처벌에 관한 특별법'에 의해 혁신계 지도자였다는 이유로 임시정부때부터 같은 동지였던 김성숙과 같이 구속되었으나 박정희의 배려로 병보석, 석방되었다. 그는 박정희에게 억울함을 호소하였고, 그의 탄원이 받아들여졌다. 이후 서울로 돌아와 정동의 오두막집에서 가난의 찌든 생활을 하였다. 평소 한민당원을 미워하였던 그는 1963년의 대통령 선거 당시 주변인들에게 박정희를 지지할 것을 호소하기도 했다.

### 사후
가난했던 그는 서울특별시 노원구 정릉동의 오두막집에서 어려운 생활을 하다가 1974년 5월 14일 92세로 사망하였다. 장례식은 사회장으로 치러지고 장지는 서울 근교에 있는 신세계공원묘지에 장사되었다. 그 뒤 1980년대부터 복권, 재평가 여론이 등장하여 1986년 대한민국 정부로부터 건국훈장 대통령장이 추서되었다.
2002년 11월, 국가보훈처로부터 12월의 독립운동가로 선정되었다.

## 평가
정치 한복판에 선 건국초기의 독립운동가이며 사상가라는 평가가 있다.

## 가족 관계
- 아버지 : 장운원(張雲遠)
  - 형 : 장기상
- 부인 : 이찬성
  - 아들 : 장지갑
    - 손자 : 장상진

  - 딸 : 장수원
  - 딸 : 장수양
- 친족 : 장승원
- 친족 : 장직상(12촌 형)
- 친족 : 장길상(12촌 동생)
- 친족 : 장택상(張澤相, 12촌 동생)

## 같이 보기
- 대한민국임시정부
- 의열단
- 한국 광복군
- 조선인민당
- 근로인민당
- 좌우합작
- 남북협상
- 5·16 군사 정변
- 민족혁명당
- 독립유공자로 대통령장을 수여받은 사람

## 역대 선거 결과
|  | 58.87% |

|  | 42.46% |

## 참고 서적
- 김학준, 《혁명가들의 항일 회상》 (민음사, 2007)
- 강준만, 《한국현대사산책:1940년대편 2》 (강준만, 인물과사상사, 2006)
- 이정식, 《대한민국의 기원》(일조각, 2006)
- 심지연, 《허헌연구》 (역사비평사, 1994.07)
- 강준만, 《한국현대사산책:1940년대편 1》 (강준만, 인물과사상사, 2006)
- 강준만, 《한국현대사산책:1950년대편 1》 (강준만, 인물과사상사, 2006)
- 정태영 외, 《죽산 조봉암 전집》 (정태영, 오유석, 권대복 정리, 세명서관, 1999)
- 이정식, 우사 김규식의 생애 (신구문화사, 1984)
- 신태양사, 《내가 걸어온 길 내가 걸어갈 길(나의 정치백서)》 (신태양사, 1957)
- 박태균, 《조봉암 연구》 (창비(창작과비평사), 1995)
- 장택상, 《대한민국 건국과 나》 (장택상, 창랑 장택상 기념사업회, 1992)
- 이영석, 《조봉암 누가 그를 죽였는가?》 (도서출판 세상의 창, 2000)
- 《역사비평(1995년 봄 호)》(역사문제연구소 지음, 역사비평사, 2006)
- 홍우출판사, 《정계야화 (전2권)》 (홍우출판사, 1966)
- 이기형,《몽양 여운형》 (실천문학사, 1984)
- 임영태, 《대한민국 50년사 1권》 (들녘, 1998)
- 이기형,《여운형 평전》(실천문학, 2000)
- 서중석, 《대한민국 선거이야기:1948 제헌선거에서 2007 대선까지》 (역사비평사, 2008)
- 주대환, 《한국사회와좌파의재정립:보편주의적 복지국가를 향한 새로운 좌파 선언의 전략》 (산책자, 2008)
- 서중석, 《이승만과 제1공화국》 (역사비평사, 2007)
- 소해 장건상 선생 어록비 건립회, 《소해 장건상 자료집》 (도서출판 우당, 1990)

## 참고 자료
- 장건상 - 대한민국헌정회
- 장건상 - 인동장씨

| 전임 여운형 | 근로인민당 당수 1947년 7월 ~ 1949년 | 후임 (독립노농당 참여) |

| 전임 (창당) | 근로인민당 당수 1952년 ~ 1955년 | 후임 (진보당에 흡수) 조봉암 |